# Arbetstidslagen
Arbetstidslagen (1982:673), förkortat ATL, lag antagen av Sveriges riksdag 1982. Lagen reglerar bland annat hur mycket man får arbeta per dygn, per vecka och per år, samt i vilken utsträckning man måste ha rast. ATL reglerar även övertid och mertid (vid deltidsanställning).
ATL är i stora delar dispositiv vilket innebär att den kan avtalas bort i kollektivavtal.

## Senaste ändring
Arbetstidslagen ändrades 1 augusti 2011 i följande paragrafer: 
2, 3, 8, 9, 10, 19, 24, 26 §§. Nya paragrafer som införts är 8 a, 10 a och 19 a §§ samt en ny rubrik närmast före 19 a §. Tidigare 10 a § benämns numera 10 b §. Innan dess ändrades lagen 1 juli 2005 då lagen anpassades till EU-reglerna i Arbetstidsdirektivet (direktivet 2003/88/EG) om arbetstidens förläggning. Bland ändringarna märks bland annat nya regler om vecko- och dygnsvila, vilket skapade nya förutsättningar för yrkeskårer med mycket jour- och beredskapstid.
De paragrafer som ändrades var 2, 3, 13-14, 19 och 24 §§. Dessutom infördes två nya paragrafer, §10a (veckoarbetstid) och §13a (nattarbete).
Dessa ändringar trädde i kraft den 1 juli 2005. Om arbetsgivaren under perioden 30 juni 2005 till 31 december 2006 var bunden av kollektivavtal som reglerar arbetstidsfrågor skulle dock inte ändringarna tillämpas förrän 1 januari 2007.